# Úšovice

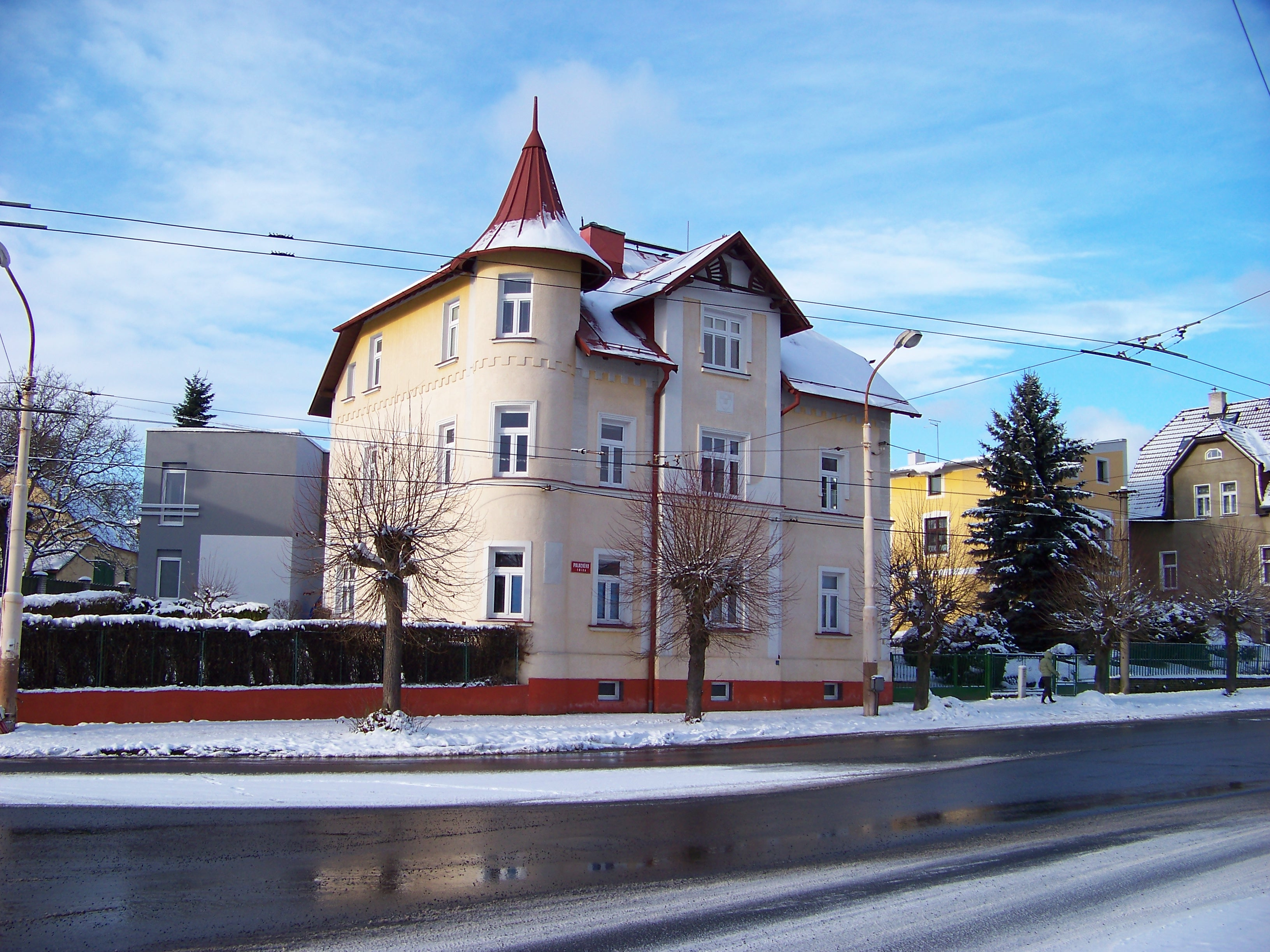
In Úšovice (2012)

Úšovice (deutsch Auschowitz) ist ein Ortsteil der Stadt Marienbad/Mariánské Lázně im Okres Cheb in Tschechien.

## Geographie

### Geographische Lage
Úšovice befindet sich im Tal des Úšovický potok. Der Ort grenzt südlich an Marienbad und ist überregional durch seine Trabrennbahn und die Auschowitzer Quellen bekannt.

### Gemeindegliederung
Der Ortsteil Úšovice besteht aus den Grundsiedlungseinheiten Jižní Město, Kasárna Hamrníky, Lázeňský areál II, Panská Pole, Rybníky, Stavební Mlýn, Úšovice und Vora. Úšovice bildet einen Katastralbezirk.

## Geschichte
Die durch die Pest entvölkerte Marienbader Gegend wurde im 14. Jahrhundert durch deutsche Zuwanderer besiedelt. Bereits im Mittelalter nutzten sie das saure Mineralwasser der örtlichen Quellen, zuallererst die Auschowitzer Quelle, die später Ferdinand-Quelle genannt wurde. Mit der Errichtung von Badehäusern in Auschowitz und im unmittelbar benachbarten Marienbad sowie dem Anschluss Marienbads an das Eisenbahnnetz im Jahr 1872 begann im 19. Jahrhundert der Aufschwung als Kurort. Im Kronland Böhmen in der Monarchie Österreich-Ungarn gehörte der Ort dem Gerichtsbezirk Marienbad im Bezirk Marienbad an; nach dem Ersten Weltkrieg kam der Ort 1918 zur Tschechoslowakei. Durch das Münchner Abkommen kam er 1938 zum Deutschen Reich und wurde 1941 auf Anordnung von Konrad Henlein, bei einer Einwohnerzahl von etwas über 4.000, in das knapp doppelt so große Marienbad eingemeindet, mit dem es zusammengewachsen war. 1945, nach Ende des Zweiten Weltkriegs, kam der Ort wieder an die Tschechoslowakei. Die deutsche Bevölkerung wurde im Zuge der Vertreibung der Deutschen aus der Tschechoslowakei enteignet und zum Verlassen des Ortes gezwungen.
Seit 1960 durchquert eine Linie des Oberleitungsbusnetzes von Marienbad (bedient von den Linien 3 und 7) den Ortsteil Úšovice.  1991 hatte der Ort 6035 Einwohner. Im Jahre 2001 bestand Úšovice aus 594 Häusern, in denen 5880 Menschen lebten.

## Persönlichkeiten
- Alois Junker, sozialdemokratischer Politiker (1893–1967)
- Rolf Nitsch (1920–1984), Schriftsteller und Dichter
- Ulf Zeidler, 1936 in Auschowitz geboren, lebte in Saaz und Wildstein, kam 1945 als Heimatvertriebener Deutscher nach Eberbach am Neckar, wurde bundesdeutscher Oberstleutnant der Infanterieschule in Hammelburg und ehrenamtlicher Naturschützer
- Helmut Wenzl (1934–2018), deutscher Experimentalphysiker